# Uthman ibn Abd al-Haqq
Uthman ibn Abd al-Haqq (... – 1240) fu il secondo sultano merinide e figlio del fondatore della dinastia, Abd al-Haqq I.
Salì al potere dopo la morte del padre e continuò la guerra contro gli Almohadi, aumentando il potere della dinastia merinide. 
Uthman fu ucciso da uno schiavo cristiano. Gli succedette al trono il fratello Muhammad ibn Abd Al-Haqq.